# Bodenpartikel
Das Bodenmaterial der Erdoberfläche liegt in der Regel nicht als Kontinuum vor, sondern in Form von Bodenteilchen, als Bodenpartikel. Diese körnigen Partikel bestehen aus anorganischen Materialien wie Gesteinsbruchstücken und Mineralpartikeln, aus organischen Pflanzenresten, die mehr oder weniger stark umgebaut und zersetzt sind, und den Abbauprodukten der Bodenlebewesen (Edaphon).
Nach ihrer Größe werden die Bodenpartikel eingeteilt (vgl. DIN 4022) in die Korngrößen:
- Sand (> 0,063 mm)
- Schluff (0,002–0,063 mm)
- Ton (< 0,002 mm).

Die Bodenpartikel aggregieren zu größeren Einheiten, durch Koagulation von Tonmineralstoffen sowie durch Ausbildung von Ton-Humus-Oxid-Komplexen. Dadurch entsteht ein für den Pflanzenbau hochwertiges Bodengefüge.
Um die chemische Bindungsfähigkeit der Bodenpartikel für Kationen zu ermitteln, die für die Pflanzenernährung wesentlich sind, wird mittels Analyseverfahren wie NH4Cl-Extraktion die Kationen-Austausch-Kapazität (KAK) der Bodenpartikel ermittelt.
Die Art der Bodenpartikel und ihre relative Größenverteilung bestimmen die Größen und Formen des Porenvolumens und damit den Lufthaushalt und die Wasserhaltefähigkeit des Bodens.